# Jefferson Davis

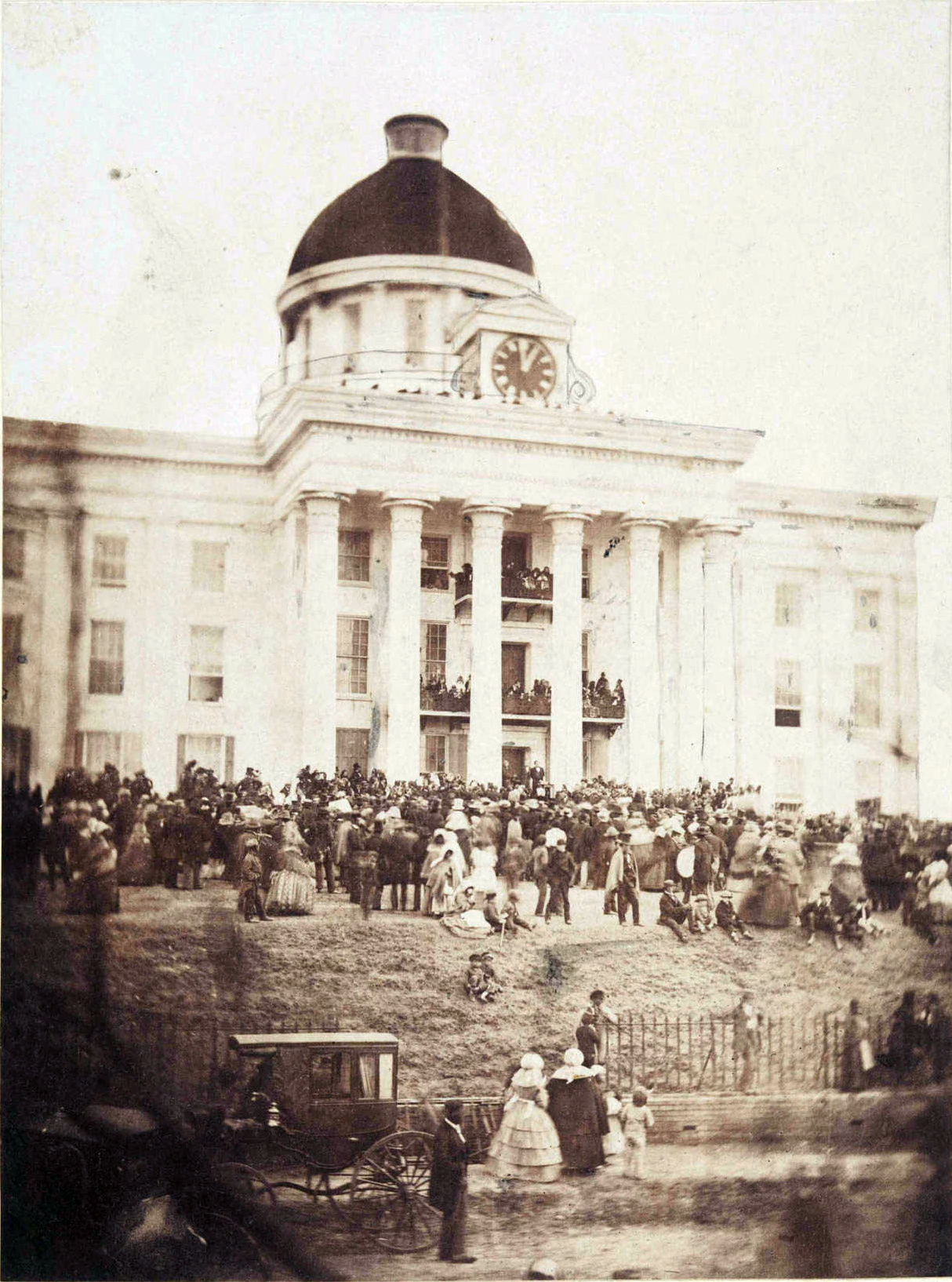
Inauguracja Davisa na tymczasowego prezydenta 18 lutego 1861 r. W tle Kapitol Stanowy Alabamy w Montgomery, tymczasowej stolicy CSA

Liczby podają ilu członków kolegium elektorów wybierały poszczególne stany CSA. We wszystkich wygrał Davis

Państwo Davis w 1845 r.

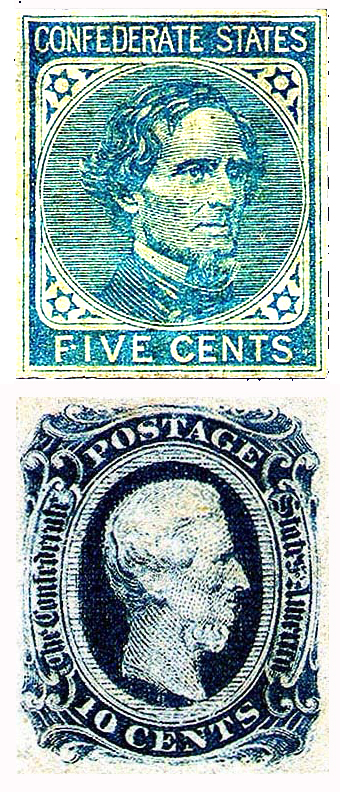
Davis na 5 i 10-centowych znaczkach konfederackich (1862 i 1863)

Jefferson Finis Davis (ur. 3 czerwca 1808 w Fairview, zm. 6 grudnia 1889 w Nowym Orleanie) – amerykański wojskowy i polityk, członek Partii Demokratycznej, jedyny prezydent Skonfederowanych Stanów Ameryki.

## Wczesne lata
Urodził się 3 czerwca 1808 r. na farmie Fairview w stanie Kentucky, w rodzinie hołdującej amerykańskim tradycjom niepodległościowym. W 1821 roku rozpoczął studia na uniwersytecie w Lexington. W 1824 wstąpił jako kadet do akademii wojskowej w West Point, którą ukończył w stopniu podporucznika w 1828 roku. Po raz pierwszy służył bojowo podczas wojny z Indianami Czarnego Jastrzębia w roku 1832, a po jej zakończeniu eskortował Czarnego Jastrzębia do więzienia. W 1833 roku awansował na porucznika i stał się adiutantem 1. pułku dragonów. W 1835 roku ożenił się i wystąpił z wojska, wkrótce jednak owdowiał. W następnych latach Davis osiadł na plantacji bawełny w stanie Missisipi. W 1843 roku podjął pierwszą próbę wejścia do polityki, startując w wyborach do Izby Reprezentantów stanu Missisipi. Start zakończył się porażką, ale już w 1844 roku został wybrany do ogólnoamerykańskiej Izby Reprezentantów i 4 marca 1845 roku objął urząd.
Po wybuchu wojny z Meksykiem w 1846 roku Davis zrezygnował z miejsca w Kongresie i wstąpił do armii. 18 lipca awansował na stopień pułkownika w 1. pułku strzelców Missisipi. We wrześniu uczestniczył w udanym oblężeniu Monterrey w Meksyku. Został ranny w bitwie pod Buena Vista (22 lutego 1847). W czerwcu odrzucił propozycję rządu federalnego mianowania go generałem brygady (Brigadier General) powołując się na to, że to stanom, a nie rządowi federalnemu, Konstytucja nadaje prawo awansowania oficerów.

## Działalność polityczna
W lipcu 1847 Davis powrócił z Meksyku i został wybrany do Senatu, aby dokończyć kadencję zmarłego Jesse Speighta. Został tam wybrany przewodniczącym komisji spraw wojskowych. Po upływie kadencji, Davis został wybrany na drugą kadencję na senatora stanu Missisipi. We wrześniu 1851 jednakże zrezygnował, aby wystartować w wyborach na gubernatora Missisipi, lecz został pokonany w nich przez Henry’ego Stuarta Foote’a. Mimo utraty urzędu, Davis prowadził następnie w dalszym ciągu działalność polityczną, m.in. biorąc udział w konwencji na temat praw stanów w Jackson w styczniu 1852, oraz wspierając kandydata Demokratów, Franklina Pierce’a w kampanii prezydenckiej.
Pierce wygrał wybory, po czym mianował Davisa na stanowisko Sekretarza Wojny. Po upływie kadencji prezydenta w 1857, Davis również utracił stanowisko, lecz wówczas ponownie został wybrany do Senatu 4 marca 1857.
4 lipca 1858 Davis wygłosił przemówienie w Bostonie przeciwko rosnącym nastrojom secesjonistycznym, grożącym rozpadem federacji. Przed wyborem Lincolna na prezydenta, Karolina Południowa ogłosiła jako pierwszy stan wyjście z Unii. Mimo swojego sprzeciwu wobec secesji, Davis 21 stycznia 1861 ogłosił secesję z Unii stanu Missisipi, po czym zrezygnował z miejsca w Senacie.

## Przywództwo Konfederacji
Cztery dni po swojej rezygnacji, Davis został mianowany generał majorem wojsk Missisipi, po czym wziął udział w konwencji stanów południowych, które wystąpiły z Unii. W czasie jej trwania, 9 lutego 1861 został obrany tymczasowym prezydentem nowo utworzonych Skonfederowanych Stanów Ameryki, na wniosek stanu Alabama. Urząd ten objął 18 lutego. Wkrótce powołał komisję pokojową, mającą rozstrzygnąć kwestie sporne między Konfederacją a Unią. Z drugiej strony, nakazał generałowi Pierre G.T. Beauregardowi sprowadzić wojska konfederackie w pobliże Charleston w Karolinie Południowej. W międzyczasie, zaczęta atakiem na Fort Sumter 12 kwietnia 1861, wybuchła amerykańska krwawa i długotrwała wojna secesyjna. W maju 1861 rząd Konfederacji z prezydentem przeniósł się do Richmond w stanie Wirginia.
6 listopada 1861 Davis został wybrany na 6-letnią kadencję jako Prezydent Skonfederowanych Stanów Ameryki. Zaprzysiężenie miało miejsce 22 lutego 1862 r. Bardzo długi czas między tymi wydarzeniami to efekt decyzji, że ma się odbyć w rocznicę urodzin Jerzego Waszyngtona. Jako że w dniu wyborów był tymczasowym prezydentem, czekanie nie utrudniło mu pracy. Warto nadmienić, że tego samego dnia weszła w życie Konstytucja CSA. Pełnił urząd do końca istnienia państwa, które upadło w połowie kadencji. 31 maja wyznaczył generała Roberta Lee na dowódcę głównej Armii Północnej Wirginii.
Przez cały okres swej prezydentury Davis musiał zmagać się z popularną na Południu ideą większej autonomii poszczególnych stanów. Davis uważał ją za szczególnie szkodliwą w warunkach tak ciężkiej wojny ze stanami Północy. Preferował więc istnienie scentralizowanego rządu konfederacji i łamał opór gubernatorów stanowych.
Z trudem przekonywał Kongres Konfederacji o konieczności reglamentacji, np. dopiero w lutym 1864 r. Kongres przyjął ustawy w sprawie zakazu handlu artykułami luksusowymi, mimo że problem ten, podobnie jak sprawa monopolu rządowego w wymianie z Europą, był podnoszony już w pierwszym roku wojny.
Na Proklamację Emancypacji Davis zareagował odezwą do ludności stanów Północy, nazywając niewolnictwo kamieniem węgielnym Republiki (slavery is the corner-stone of a Western Republic) oraz twierdząc, że właściwym stanem murzynów jest niewolnictwo bądź całkowite podporządkowanie białym (proper condition of the negro is slavery, or a complete subjection to the white man).
3 kwietnia 1865, gdy wojska Unii zwyciężające na całym froncie, zagroziły zdobyciem Richmond, Davis z rządem uciekł do Danville w stanie Wirginia, następnie do Greensboro w Karolinie Północnej. 10 maja 1865 został ujęty w okolicach miejscowości Irwinsville w stanie Georgia. Został oskarżony o współudział w zabójstwie Lincolna i uwięziony w Forcie Monroe w Wirginii.
Spędził dwa lata w areszcie w ciężkich warunkach. Dopiero w maju 1866 postawiono mu zarzut zdrady stanu. W 1867 roku został jednak zwolniony za poręczeniem grupy szanowanych obywateli południowych i północnych stanów. Ostatecznie w lutym 1869 odstąpiono od oskarżenia. Został m.in. prezesem kompanii ubezpieczeń na życie. Odwiedzał kilka razy Europę. W tym okresie napisał dzieło „Powstanie i upadek rządu Konfederacji” (The Rise and Fall of the Confederate Government) oraz, tuż przed śmiercią, „Krótką historię Skonfederowanych Stanów Ameryki” (A Short History of the Confederate States of America).
Zmarł 6 grudnia 1889 w Nowym Orleanie. Pochowano go na cmentarzu Hollywood Cemetery w Richmond (Wirginia).

## Życie prywatne
Był dwukrotnie żonaty: 17 czerwca 1835 ożenił się z Sarah Knox Taylor, córką prezydenta Zachary’ego Taylora, jednakże ta zmarła trzy miesiące po ślubie na malarię, na którą Davis też zachorował. Ponownie ożenił się 26 lutego 1845 z Variną Howell.